# Kebayoran Lama (Dżakarta Południowa)
Kebayoran Lama – dzielnica Dżakarty Południowej. Zamieszkuje ją 270 423 osób.

## Podział
W skład dzielnicy wchodzi sześć gmin (kelurahan):
- Grogol Utara – kod pocztowy 12210
- Grogol Selatan – kod pocztowy 12220
- Cipulir – kod pocztowy 12230
- Kebayoran Lama Utara – kod pocztowy 12240
- Kebayoran Lama Selatan – kod pocztowy 12240
- Pondok Pinang – kod pocztowy 12310